# Jel (musicien)
Pour les articles homonymes, voir Jel.
Jel, de son vrai nom Jeffrey James Logan, né à Arlington Heights, dans l'Illinois, est un producteur de hip-hop américain. Cofondateur du label indépendant anticon., Jel produit beaucoup de titres pour ses camarades du label, et publie en solo plusieurs albums d'instrumentations. Il fait aussi partie de quelques groupes, dont Subtle, Themselves (avec Doseone) et 13 and God (projet entre The Notwist et Themselves).

## Biographie
Jel est originaire d'Oakland (Californie). Il publie son premier album solo, 10 Seconds, au label Mush Records en 2002. L'album est nommé d'après le temps de sampling du E-mu SP-1200. Il fait participer Dax Pierson, Odd Nosdam, Doseone, et Alias. Son deuxième album solo, Soft Money, est publié sur anticon. en 2006. L'album fait notamment participer Dosh, Wise Intelligent des Poor Righteous Teachers, et Stefanie Böhm de Ms. John Soda.
Il publie son troisième album solo, Late Pass, sur anticon. en 2013.

## Style et influences
Jel est principalement producteur. Il est connu pour l'usage du SP-1200 et du MPC2000XL. Il produit pour de nombreux artistes de hip-hop underground comme Deep Puddle Dynamics, Atmosphere, Sole, Sage Francis et Serengeti. Jel est également rappeur. Il fournit les parties vocales de son album Soft Money. Il utilise en live les pads de la machine pour s'en servir comme d'un instrument. Son second album, intitulé 10 Seconds, fait référence à la boîte à rythmes SP12, machine qui a été très utilisée dans le milieu du hip-hop, et au fait que la durée des samples enregistrés sur celle-ci ne peut excéder dix secondes. Chacun des titres de cet album correspond à une des fonctions de l'appareil.

## Discographie

### Albums studio
- 2001 : Greenball (6months)
- 2001 : 10 Seconds (Mush Records)
- 2003 : Greenball II (en édition limitée)
- 2006 : Soft Money (anticon.)
- 2007 : Greenball 3rd
- 2012 : Greenball 3.5
- 2013 : Late Pass
- 2014 : Greenball 4
- 2015 : Greenball 5

### Participations
- 2002 : The Meat and Oil EP (Mush)
- 2006 : WMD / All Around (anticon.)

### Albums collaboratifs
- 1999 : Them(avec Themselves)
- 2001 : Summer (avec Subtle)
- 2002 : Autumn (avec Subtle)
- 2002 : Winter (avec Subtle)
- 2003 : The No Music (avec Themselves)
- 2003 : Spring (avec Subtle)
- 2003 : The No Music of AIFFS (2003) (avec Themselves)
- 2004 : A New White (avec Subtle)
- 2004 : Earthsick (avec Subtle)
- 2005 : 13 and God (avec 13 and God)
- 2006 : Wishingbone (2006) (avec Subtle)
- 2006 : For Hero: For Fool (avec Subtle)
- 2008 : Live In Japan(avec 13 and God)
- 2011 : Own Your Ghost (avec 13 and God)
- 2007 : Yell&Ice (avec Subtle)
- 2008 : Exiting Arm (avec Subtle)
- 2009 : The FREEhoudini (2009) (avec Themselves)
- 2009 : CrownsDown (2009) (avec Themselves)
- 2010 : CrownsDown and Company (2010) (avec Themselves)